# Флора (картина Мельци)
«Флора» (также La Columbina или Columbine) — картина, атрибутируемая итальянскому художнику Франческо Мельци, написанная около 1520 года. На ней изображена фигура Флоры, древнеримской богини цветов, весны и полевых плодов; популярная тема среди художников эпохи Возрождения. В 1649 году картина находилась в коллекции Марии Медичи, а с 1850 года хранится в коллекции Эрмитажа в Санкт-Петербурге.

## Анализ
Картина написана в стиле, характерном для леонардесков: помимо использования техники сфумато и характерного для Леонардо да Винчи женского типа лица с опущенными глазами, в ней ощутимо влияние склонности Леонардо к тщательному изучению внешнего вида растений и волос. Флора изображена в гроте, окруженная папоротниками и плющом. Она одета в костюм древней римлянки, в белую столу, расшитую золотом, и голубую паллу, перекинутую через одно плечо. На коленях у неё белые цветы жасмина, а в левой руке она держит цветок аквилегии («колумбина»), по которому ранее называлась картина.
Растения, окружающие Флору, имели символическое значение для зрителей XVI и XVII веков. Например, водосбор, также известный как аквилегия, является символом плодородия. Вдоль обнаженной груди Флоры водосбор подчеркивает её роль «матери цветов». Жасмин в правой руке символизирует чистоту. Анемоны в складках её паллы в левой нижней части картины символизируют возрождение. В Древней Греции анемоны также были цветком ветра; таким образом, эти цветы также указывают на то, что Флора была женой Зефира, бога западного ветра. Плющ в правом верхнем углу символизирует вечность, а папоротник в левом верхнем углу отражает уединение грота.

## Атрибуция
Мельци был учеником Леонардо да Винчи, и техника, которую он использовал при написании этой картины, настолько хорошо имитирует технику его учителя, что автором картины, когда она была приобретена по поручению императора Николая I для Эрмитажа, долгое время считали самого Леонардо. После покупки исследователи приписывали авторство картины разным ученикам Леонардо: в 1871 году Джозеф Кроу и Джованни Кавальказелле утверждали, что её следует атрибутировать Андреа Солари; в 1892 году Джованни Морелли заявил, что автором следует считать Джампьетрино; а в 1899 году Джордж Уильямсон утверждал, что её написал Бернардино Луини. Клод Филлипс назвал «Флору» «загадкой» и считал, что картина имеет рисунок, характерный для Леонардо, но написана его учеником.
Атрибуция «Флоры» Мельци основана на близком сходстве картины с другими работами художника, особенно с «Вертумном и Помоной» из коллекции Берлинской картинной галереи. Адольфо Вентури писал, что в «Колумбине» «те же соблазнительные, нежные женские чары и тот же эллинский дух», что и в «Вертумне и Помоне». Родман Генри также отмечал это сходство, но утверждал, что нет никаких доказательств того, что Мельци был художником, и поэтому картины не могут быть приписаны ему. Следы подписи Мельци, однако, были обнаружены в левом нижнем углу картины в 1963 году, что ещё больше укрепило атрибуцию.
Наряду с «Флорой» и «Коломбиной», картина иногда называлась «Тщеславие», а также «Джоконда». Одно время она также называлась «Портрет госпожи Бабу де ла Бурдезьер», когда считалось, что это может быть портрет любовницы короля Франциска I.

## Провенанс

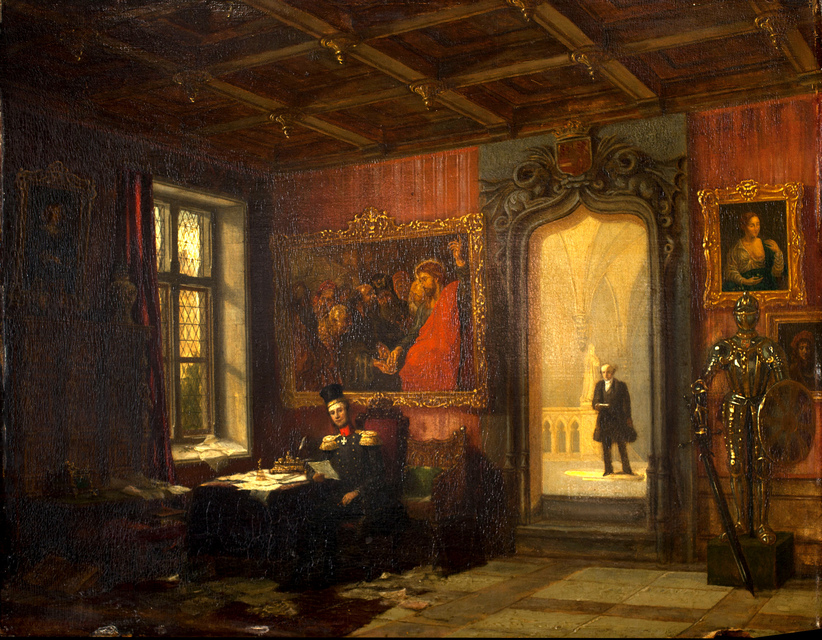
Х. Вейнандс, «Король Виллем II во дворце Кнейтердайк в Гааге», 1847. В правом верхнем углу картина «Флора» изображена висящей над доспехами.

Известная история владения картиной:
- ок. 1520 г., написана Франческо Мельци.
- 1649 год, числится в посмертной коллекции Марии Медичи.
- Коллекция герцога д’Орлеана, вероятно, собранная Филиппом II. Затем по наследству перешла к Людовику, а затем к Луи Филиппу II.
- 1790 год, продана виконту Эдуарду де Валькьеру в Брюсселе.
- 1824(?), продана из коллекции (Даниэля?) Данута в Брюсселе королю Нидерландов Виллему II[13].
- 1850, продана в Гааге Фёдору Бруни, агенту царя Николая I, за ƒ40 000. Затем приобретена Эрмитажем (в это время картина была переатрибутирована Франческо Мельци и переименована во «Флору»).

## Состояние
«Флора» была написана на деревянной панели, но в XIX веке картина была перенесена на холст. Несмотря на это, слои краски находятся в хорошем состоянии, хорошо сохранилась подрисовка, незначительные утраты и потёртости поверхности.
В 2019 году картина прошла консервационную обработку, проведенную художником-реставратором Марией Вячеславовной Шулеповой из Государственного Эрмитажа. Прежде картина была покрыта пожелтевшим слоем лака, который скрывал детали и сглаживал вид фона. Из-за лака ультрамариновая палла, в которую одета Флора, казалась зелёной. Анализ слоев краски показал, что Мельци не «жульничал» при росписи паллы, нанося дорогой ультрамарин поверх менее дорогого азурита, а, будучи богатым, мог позволить себе написать всё одеяние чистым ультрамарином.

## В популярной культуре
«Флора» появилась на обложке альбома итальянского музыканта Джузеппе Манго 2009 года Gli amori son finestre.
В 2012 году копия «Флоры» XVI века была продана на аукционе Christie’s за £937 250 частному коллекционеру из Санкт-Петербурга.